# Raemmelkenbrücke

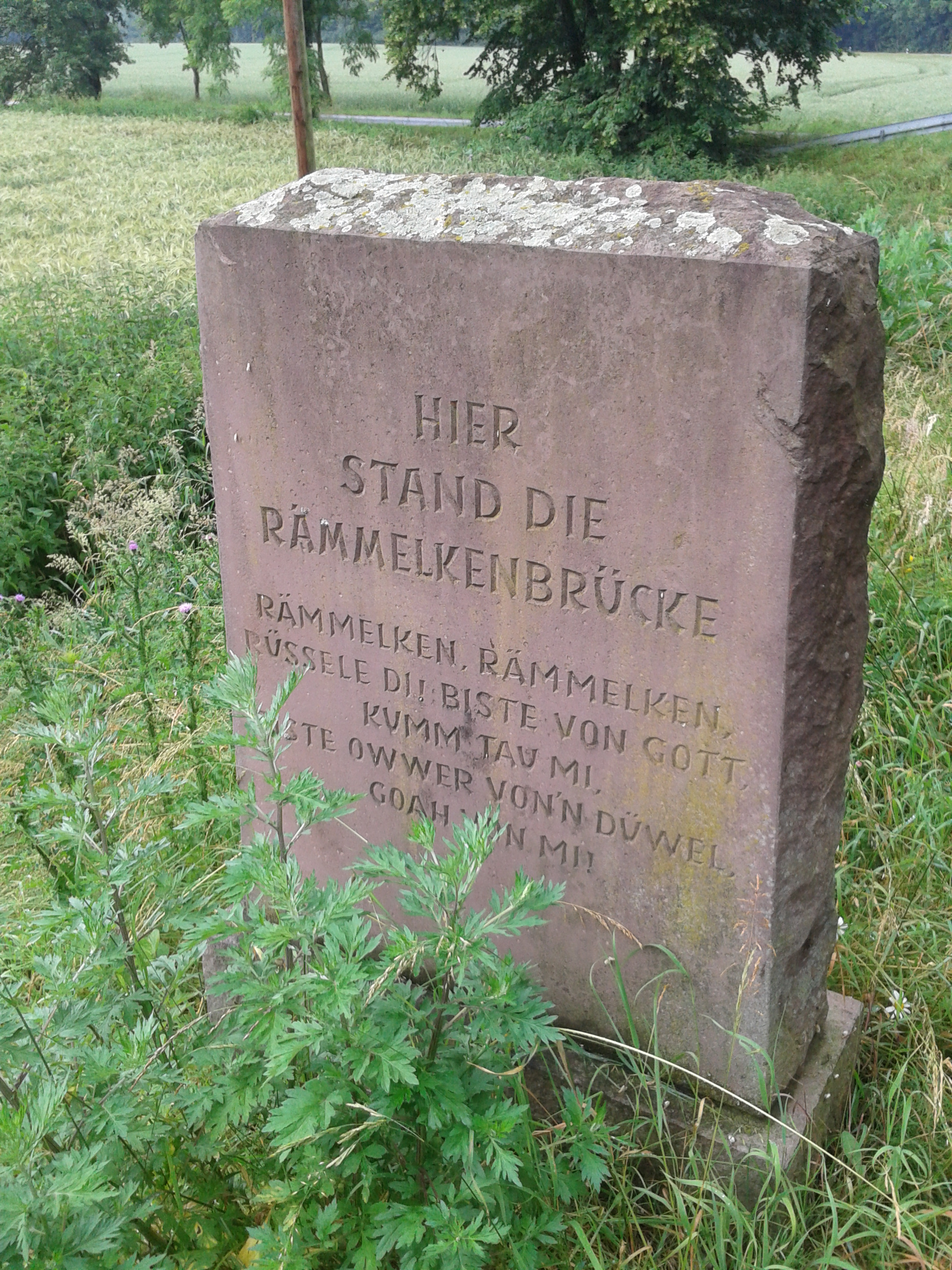
Fläche des Steins an Stelle der alten Brücke in Richtung Rheda. Plattdeutsche Beschriftung.

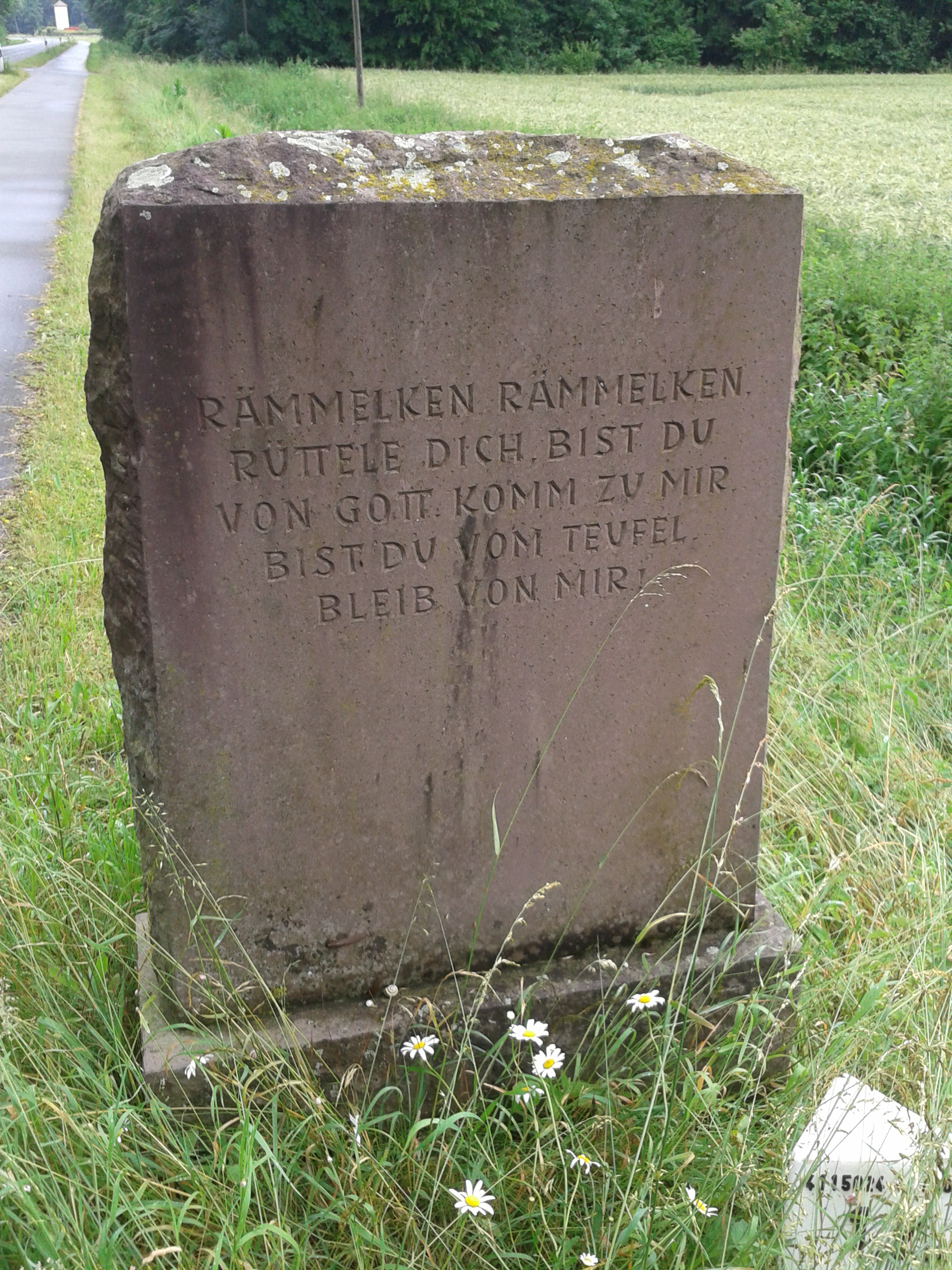
Fläche des Steins an Stelle der alten Brücke in Richtung Oelde. Hochdeutsche Beschriftung.

Die Raemmelkenbrücke war eine Brücke auf dem Gebiet des heutigen Rheda-Wiedenbrück auf dem Weg zwischen dem Stadtteil Rheda sowie Oelde. Unter dieser sollte der Legende nach ein Geist gehaust haben, welcher Wanderer beim Überschreiten erschreckte. Um sich vor diesem zu schützen, sollten die Wanderer folgenden Spruch aufsagen:
Raemmelken, Raemmelken, rüttle dich,
bist du von Gott, komm zu mir,
bist du vom Teufel, bleib von mir!
Rämmelken, Rämmelken rüssele di!
Biste von Gott kumm tau mi!
Biste owwer von'n Düwel goah von mi!
An der Stelle der alten Brücke befindet sich heute ein Gedenkstein mit diesem Spruch.
Koordinaten: 51° 50′ 16,6″ N, 8° 14′ 9,2″ O